# 表面安装技术

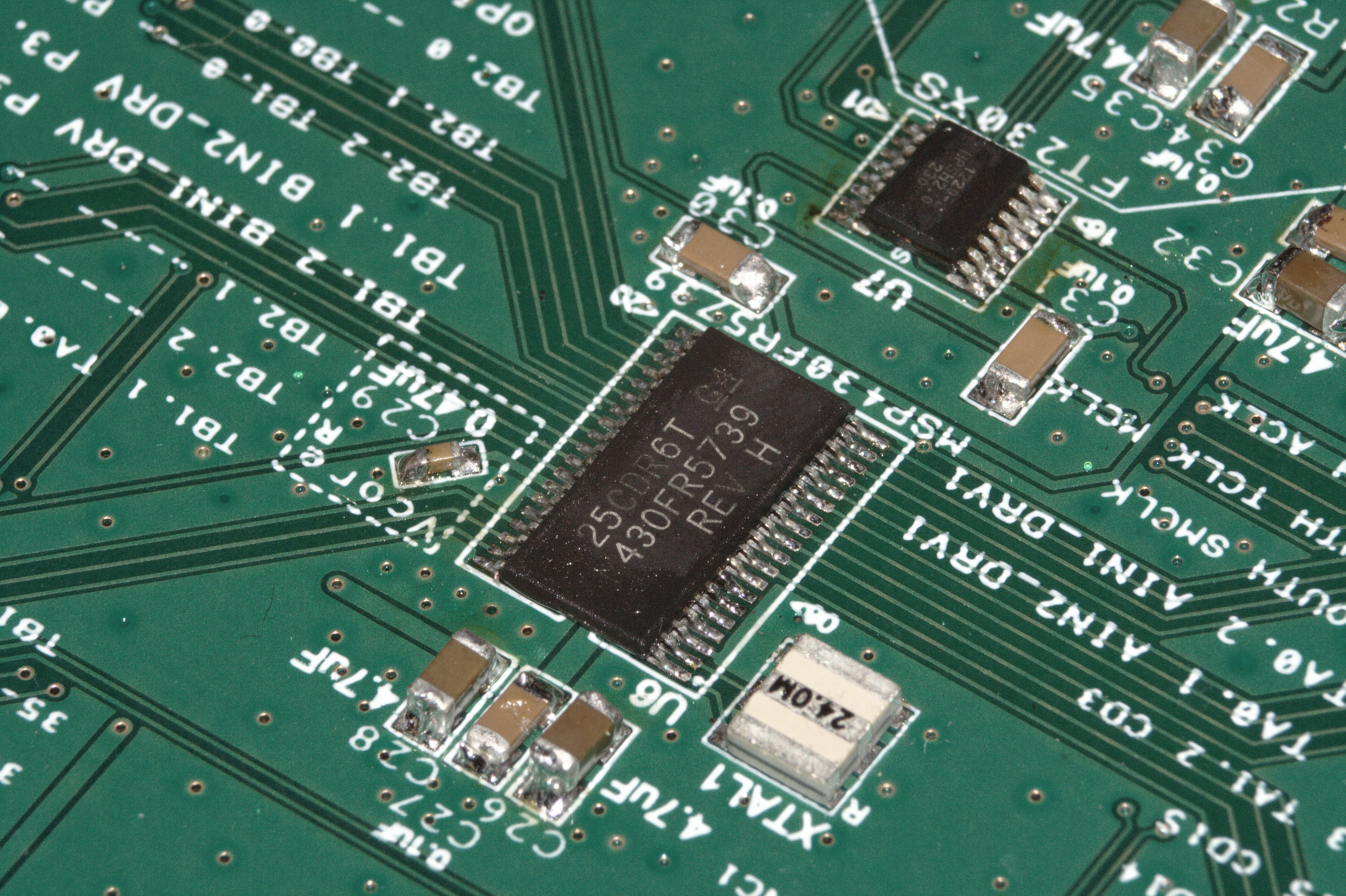

表面安装技术（又稱為SMT, Surface-mount technology），是一种电子装联技术，起源于1960年代，最初由美国IBM公司進行技術研發，之後於1980年代後期漸趨成熟。此技術是将电子元件，如电阻、电容、晶体管、集成电路等等安装到印刷电路板上，并通过钎焊形成电气联结。其使用之元件又被簡稱為表面安装元件（SMD，surface-mount devices）。和通孔插装技术的最大不同處在於，表面安装技术不需為元件的針腳預留對應的貫穿孔，而表面安装技术的元件尺寸也比通孔插装技术的微小許多。藉由應用表面黏著技術可以增加整體處理速度，但由於零件的微小化及密度的增加電路板的缺陷風險因而隨之提高，所以在任何表面黏著技術的電路板製造過程，錯誤偵測已經變成必要的一環。
COG（Chip-On-Glass）是在LCD的玻璃上，利用打線接合及黏糊的方式，直接連接裸晶片，現COG接合技術是將長有金凸塊的驅動IC裸晶片，使用各向異性導電膜（ACF）直接與LCD面板做連接。

## 典型步骤
1. 用丝网漏印的方式在印刷电路板上需要焊接元件的位置印上锡膏（英语：Solder paste）；
2. 将元件贴放到印刷电路板上对应的位置；
3. 让贴好元件的印刷电路板通过回流炉加热，使锡膏熔化，元件的引脚与印刷电路板上的铜箔形成牢固的机械电气连接。